# Фултон-стріт (Мангеттен)
Фултон-стріт (англ. Fulton Street) — жвава вулиця в Нижньому Манхеттені в Нью-Йорку. Розташована у Файненшл-дистрикт, за кілька кварталів на північ від Волл-стріт, проходить від Вест-стріт на місці Всесвітнього торгового центру до Саут-стріт, закінчуючись перед морським портом на Саут-стріт. Два крайні західні квартали та крайній східний блок є пішохідними.
Вулиця має архітектурний стиль Боз-ар з багатьма будівлями, що відносяться до позолоченого віку або трохи пізніше. Будівлі початку 19-го століття на південній стороні східного кварталу називаються Шермерхорн Роу і разом занесені до Національного реєстру історичних місць.

## Історія
Регулярні матчі з крикету проводилися біля нинішнього ринку Фултон ще у 1780 році, коли британська армія базувалася на Манхеттені під час Американської революції.
Сама вулиця спочатку була розділена на дві частини, Бродвеєм. Східна половина називалась Фаєр-стріт, а західна — Партішен-стріт. У 1816 році обидві вулиці були названі Фултон на честь Роберта Фултона, інженера, який прославився винаходом пароплава в 1809 році. 
Пороми Іст-Рівер з’єднували цю вулицю з Фултон-стріт у Брукліні, на Бруклін-Фері в той час, Фултон-стріт. Враховуючи пором, була однією безперервих вулиць від Мангеттена до Брукліна, починаючи з Мангеттена, подорожуючи через пором і вздовж того, що сьогодні є старою Фултон-стріт, Кадман Плаза Вест і те, що зараз є пішохідною еспланадою на східній стороні Бруклін-боро Холу.